# Tiszatardos
Tiszatardos község Borsod-Abaúj-Zemplén vármegyében, a Tokaji járásban.

## Fekvése
Tokajtól mintegy 10 kilométerre délre fekszik, a Taktaközben; teljes belterülete és külterületének nagy része is a Tisza jobb parti oldalára esik, de egy kisebb területrésze a folyószabályozások következtében a mai bal parti oldalra került.
Mindössze három településsel határos: északkeleti szomszédja Tiszaladány, nyugat felől Csobajjal szomszédos (mindkettőtől nagyjából 3-3 kilométer távolságra helyezkedik el), déli határszéle pedig a folyó túlsó partján található Tiszalök területével érintkezik.

### Megközelítése
Közúton Tokaj-Tiszaladány és Csobaj felől is a 3621-es úton közelíthető meg; Tiszalökkel kompjárat köti össze.

## Története
Tardos (Tiszatardos) neve már 1395-ben szerepelt az oklevelekben.
1424-ben Zemplén vármegyéhez tartozó településnek írták.
1471-ben birtokosa volt a Jonhos, majd később a báji Jenkey család.
1476-ban a Szapolyai család-ot írták földesurának, aki a birtokot a Tokaji pálosok-nak adományozták.
A 16. század végén lakatlan helyként tartják számon.
1723-ban a községnek anyakönyve is volt, és ekkor már Tardos néven szerepelt. Az első anyakönyvbe bejegyzett nevek a következők: Tóth, Bodnár, Kertész, Horváth, Molnár, Novák, Martony, Kövesdi, H. Majoros, R. Antalóczi. 
Az első lakosok foglalkozása valószínűleg halászat és révészkedés lehetett. Erre enged következtetni a későbbi nemzedékek nevei előtt gyakran használt H. (halász) és R. (révész) betűk.
A 18. század második és a 19. század első felében a Rhédey és a Matkovich családok voltak itt birtokosok.
1749-ben alapították római katolikus plébániáját az egri főegyházmegye szerencsi esperessége keretében, mai Szentháromság-templomát pedig 1813-ban építették.
1851-ben Fényes Elek írta a településről:
Tardos, magyar falu Szabolcs vármegyében, a Takta-közben: 185 római, 96 görög katholikus, 1 evangélikus, 3 református, 10 zsidó lakossal, római katholikus anyatemplommal. Földes ura Rhédey. Utolsó posta Tokaj.
Az 1900-as évek elején összeírt figyelmet érdemlő helynevei voltak: Kisasszonyföld, Kolokányos, Barátsziget, Bikkes, Csókató, Karakó, Kanaán, Vízalj, Kriptály, Sinórút, Rimasó, Surján és Danczka elnevezések.
A 20. század elején Reviczky József birtoka volt.
Az 1950-es megyerendezésig Szabolcs vármegye Dadai alsó járásához tartozott.

## Közélete

### Polgármesterei
- 1990–1994: Daubek György (független)[3]
- 1994–1998: Daubek György (független)[4]
- 1998–2002: Daubek György (független)[5]
- 2002–2006: Daubek György (független)[6]
- 2006–2010: Varga Sándor (független)[7]
- 2010–2014: Varga Sándor (független)[8]
- 2014–2019: Varga Sándor (Fidesz)[9]
- 2019–2024: Kiss István (független)[10]
- 2024– : Kiss István (független)[1]

## Népesség
A település népességének változása:
| Lakosok száma | 241  | 227  | 224  | 224  | 211  | 225  | 205  |
|               | 2013 | 2014 | 2015 | 2021 | 2022 | 2023 | 2024 |

2001-ben a település lakosságának 96%-a magyar, 4%-a cigány nemzetiségűnek vallotta magát.
A 2011-es népszámlálás során a lakosok 92,5%-a magyarnak, 2,5% cigánynak, 4,6% németnek mondta magát (6,3% nem nyilatkozott; a kettős identitások miatt a végösszeg nagyobb lehet 100%-nál). A vallási megoszlás a következő volt: római katolikus 50,2%, református 19,2%, görögkatolikus 9,6%, evangélikus 0,4%, felekezeten kívüli 5,4% (11,7% nem válaszolt).
2022-ben a lakosság 90%-a vallotta magát magyarnak, 2,4% németnek, 0,9% cigánynak, 0,5% lengyelnek, 0,5% románnak, 2,4% egyéb, nem hazai nemzetiségűnek (8,5% nem nyilatkozott; a kettős identitások miatt a végösszeg nagyobb lehet 100%-nál). Vallásuk szerint 49,8% volt római katolikus, 17,1% református, 2,4% görög katolikus, 0,5% egyéb keresztény, 8,5% felekezeten kívüli (21,3% nem válaszolt).

## Nevezetességei
- Római katolikus temploma Szentháromság tiszteletére 1813-ban épült. Harangjai közül az egyik ismeretlen mester által 1773-ban öntött 54 cm átmérőjű, míg a másikat, mely 58 cm átmérőjű 1926-ban Walser Ferenc öntötte Budapesten.

## Közlekedés
A település tömegközlekedéssel a Volánbusz által üzemeltetett 3853-as busszal közelíthető meg.